# Yasutaka Ihara
Yasutaka Ihara (伊原 康隆, Ihara Yasutaka), né en 1938 dans la préfecture de Tokyo, est un mathématicien japonais, professeur émérite à l'Institut de recherches pour les sciences mathématiques (RIMS). Ses recherches portent sur la théorie des nombres. On lui doit notamment le lemme d'Ihara et la fonction zêta d'Ihara.

## Biographie
Ihara a obtenu son doctorat à l'université de Tokyo en 1967 avec une thèse intitulée Hecke polynomials as congruence zeta functions in elliptic modular case.
Entre 1965 et 1966, Ihara a travaillé à l'Institute for Advanced Study. Il a été professeur à l'université de Tokyo puis au Research Institute for Mathematical Sciences (RIMS) de l'université de Kyōto. En 2002, il a pris sa retraite du RIMS en tant que professeur émérite, puis est devenu professeur à l'Université Chūō.[réf. nécessaire]

## Distinctions
En 1970, il est conférencier invité, avec une conférence intitulée Non abelian class fields over function fields in special cases, au congrès international des mathématiciens (ICM) à Nice. En 1990, Ihara a donné une conférence plénière intitulée Braids, Galois groups and some arithmetic functions  au congrès international des mathématiciens  de Kyoto.
Ihara a obtenu le Prix Iyanaga de la Société mathématique du Japon en 1973.
Un colloque en son honneur a eu lieu à l'occasion de son 80e anniversaire, intitulé Profinite monodromy, Galois representations, and Complex functions.
Parmi ses doctorants, il y a Takayuki Oda, Kazuya Kato, Masanobu Kaneko.

## Travaux de recherche
Ihara travaille sur les applications géométriques et arithmétiques de la théorie de Galois. Dans les années 1960, il introduit une fonction appelée fonction zêta d'Ihara. En théorie des graphes, la fonction zêta d'Ihara a une certaine interprétation, conjecturée par Jean-Pierre Serre et démontrée par Toshikazu Sunada en 1985. Sunada a également prouvé qu'un graphe régulier est un graphe de Ramanujan si et seulement si sa fonction zêta d'Ihara vérifie un analogue de l'hypothèse de Riemann.

## Publications (sélection)
- On congruence monodromy problems, vol. 1, Tokyo, Department of Mathematics, University of Tokyo, coll. « Lecture Notes » (no 1), 1968, 206 p. (zbMATH 0228.14009).
- On congruence monodromy problems, vol. 2, Tokyo, Department of Mathematics, University of Tokyo, coll. « Lecture Notes » (no 2), 1969, 204 p. (zbMATH 0228.14010).

Ces deux volumes ont été réédités et réunis en un seul volume, avec des notes de l'auteur :
- On congruence monodromy problems : Reproduction of the Lecture Notes: Volume 1 (1968), Volume 2 (1969) (University of Tokyo), with author’s notes, Tokyo, Mathematical Society of Japan, coll. « Mathematical Society of Japan Memoirs » (no 18), 2008, xviii + 230 (ISBN 978-4-931469-50-1, zbMATH 1166.14301).

En tant qu'éditeur :
- avec Michael D. Fried, Arithmetic fundamental groups and noncommutative algebra : Proceedings of the 1999 von Neumann conference, American Mathematical Society, coll. « Proceedings of Symposia in Pure Mathematics » (no 70), 2002, xxx +  569.
- avec Kenneth Ribet et Jean-Pierre Serre, Galois groups over ℚ : Proceedings of a workshop held at the Mathematical Sciences Research Institute, Springer-Verlag, coll. « Mathematical Sciences Research Institute Publications » (no 16), 1989, x + 449.

Comme auteur notamment :
- « Profinite braid groups, Galois representations and complex multiplications », Annals of Mathematics 2e série, vol. 123,‎ 1986, p. 43-106.